# Історичний центр Відня
Історичний центр Відня — один із двох об'єктів Світової спадщини ЮНЕСКО в австрійській столиці Відні разом із палацовим комплексом і садами Шенбрунн. Область складається з ядра та зовнішньої зони, що займає 8,33 км². У 2001 році його було включено до списку Світової спадщини ЮНЕСКО. Район центральної частини міста та прилегла до нього кільцева дорога також зареєстровані як охоронювані культурні цінності відповідно до Гаазької конвенції (Ensemble Inner City).
Із 2016 року статус Світової спадщини перебуває під загрозою через запланований проєкт будівництва, у 2017 році об'єкт було внесено до переліку об'єктів Світової спадщини, що перебувають у небезпеці.

## Площа

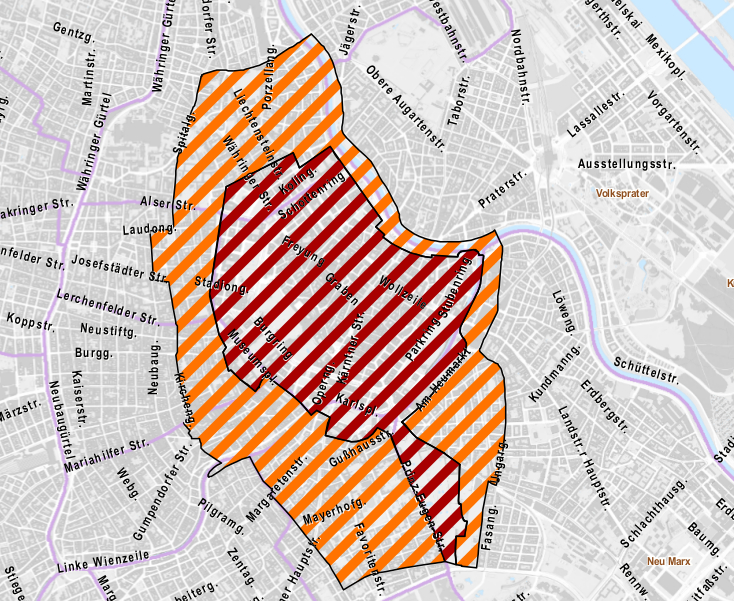
Червоний: основна зона — Помаранчевий: зовнішня зона

### Центр зони
Окрема центральна зона Всесвітньої спадщини охоплює 371 гектар із приблизно 1600 об'єктами. Більшість знаходиться в Першому Муніципальному районі внутрішньої частини міста, за винятком берегової зони Дунайського каналу. Третій район Ландштрассе включає Бельведер і міський парк у центральній зоні. Четвертий Муніципальний район Віден — це перш за все площа Карлсплац із собором святого Карла, у сьомому Міському районі Нойбау, Музейний квартал і Народний театр. У дев'ятому Муніципальному районі Альзергрунд, у якому, серед іншого, розташована Вотівкірхе в центральній зоні.

Декілька об'єктів основної зони
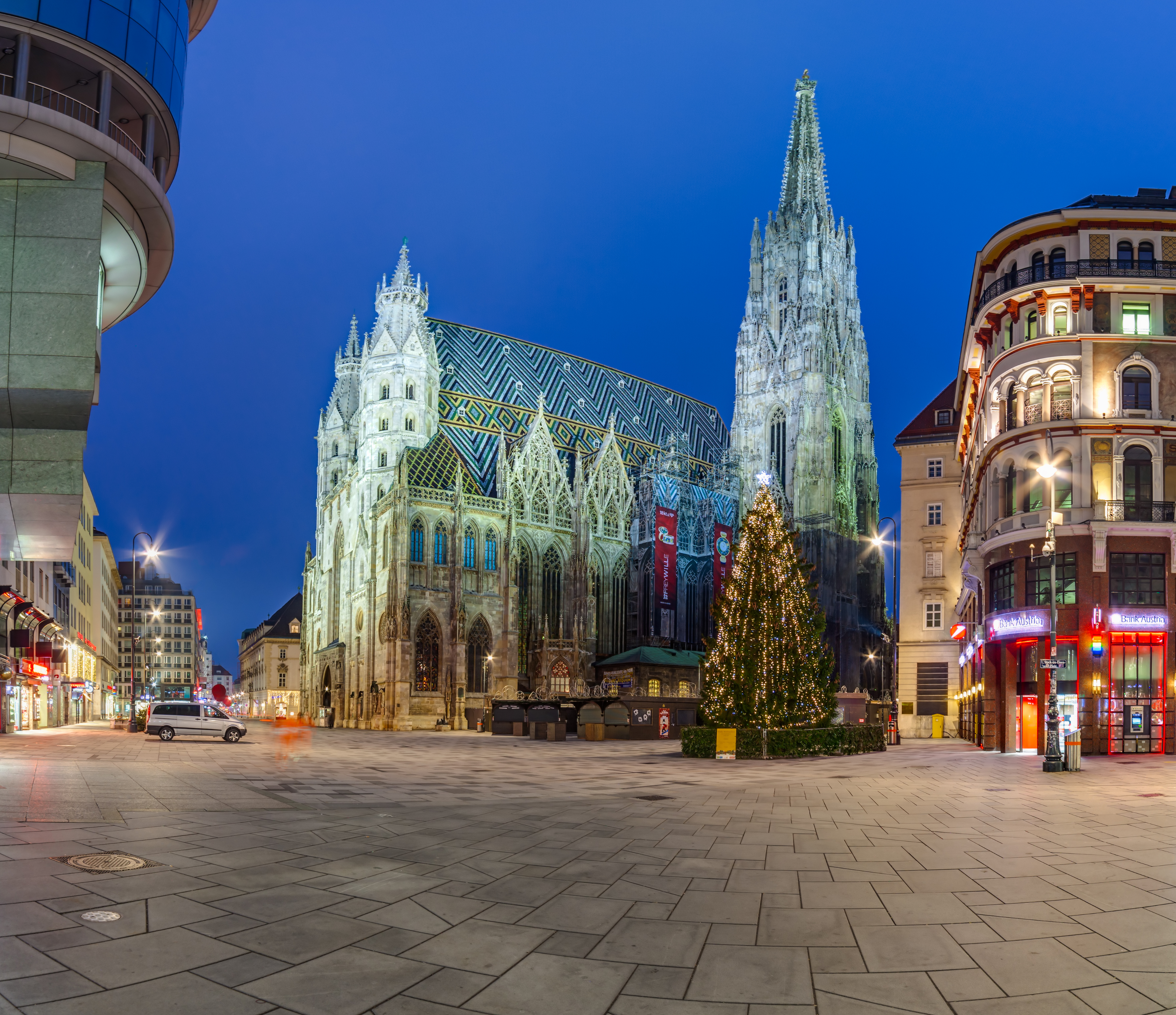
Собор святого Стефана
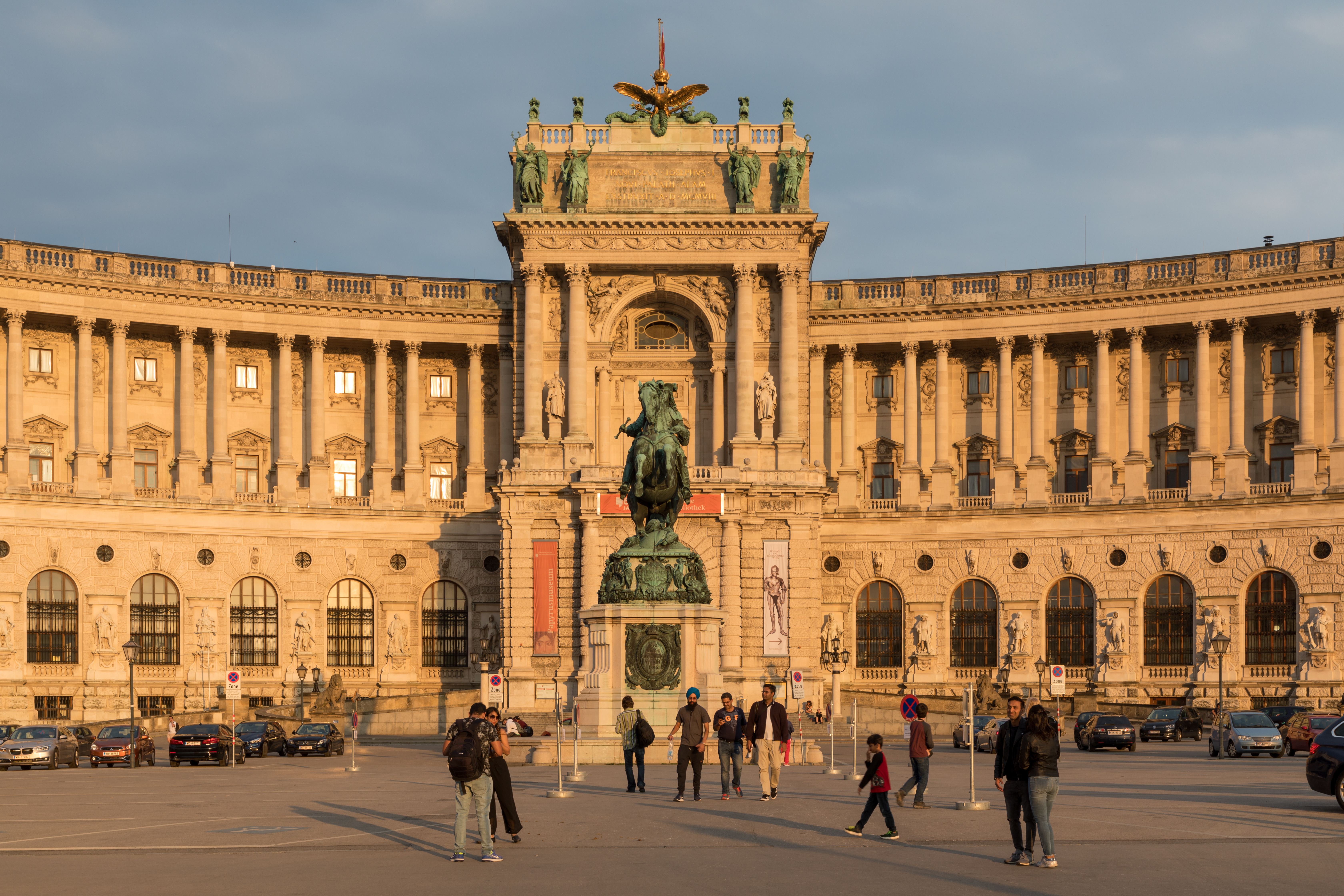
Новий замок
Віденська ратуша
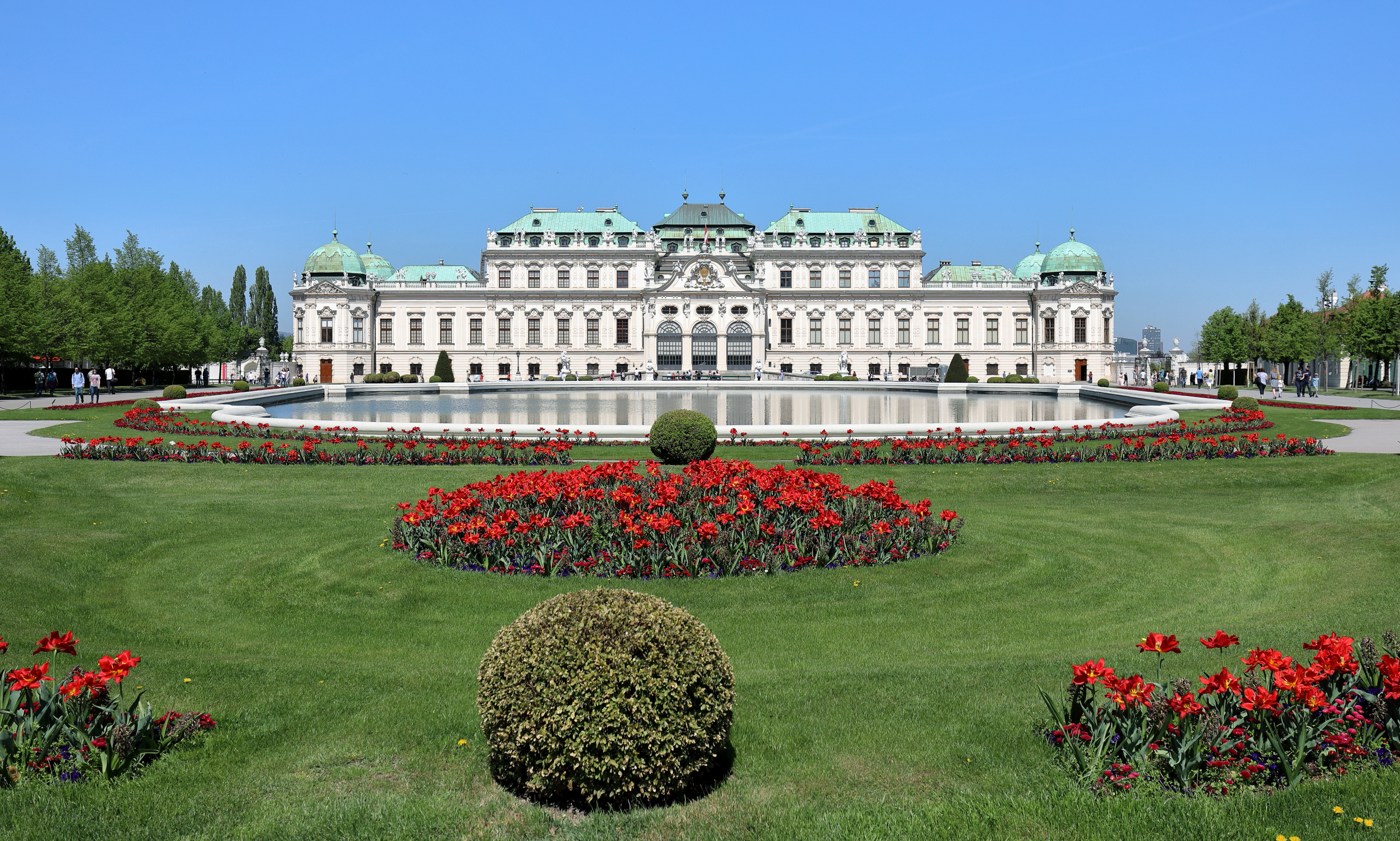
Бельведер
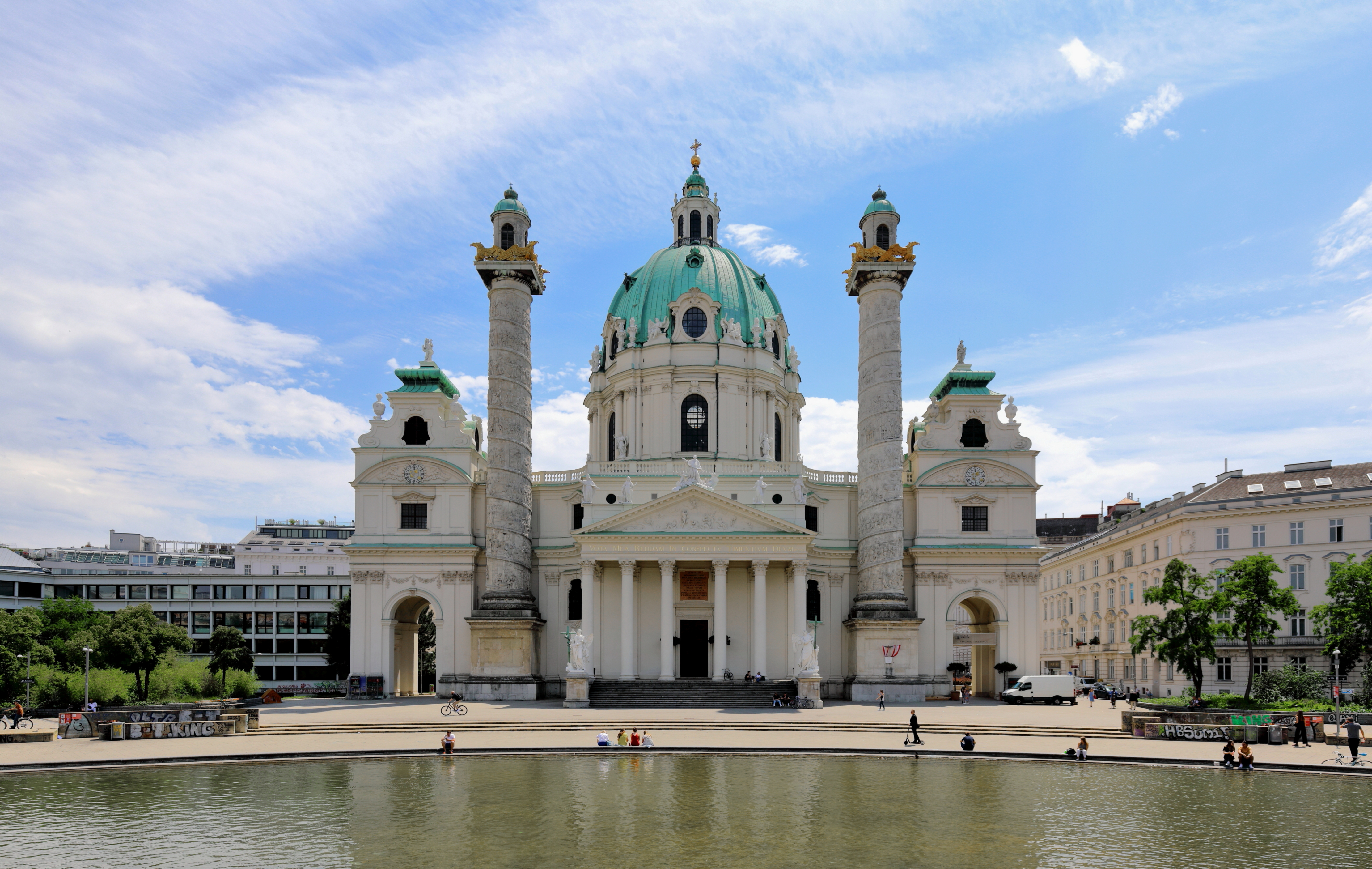
Собор святого Карла
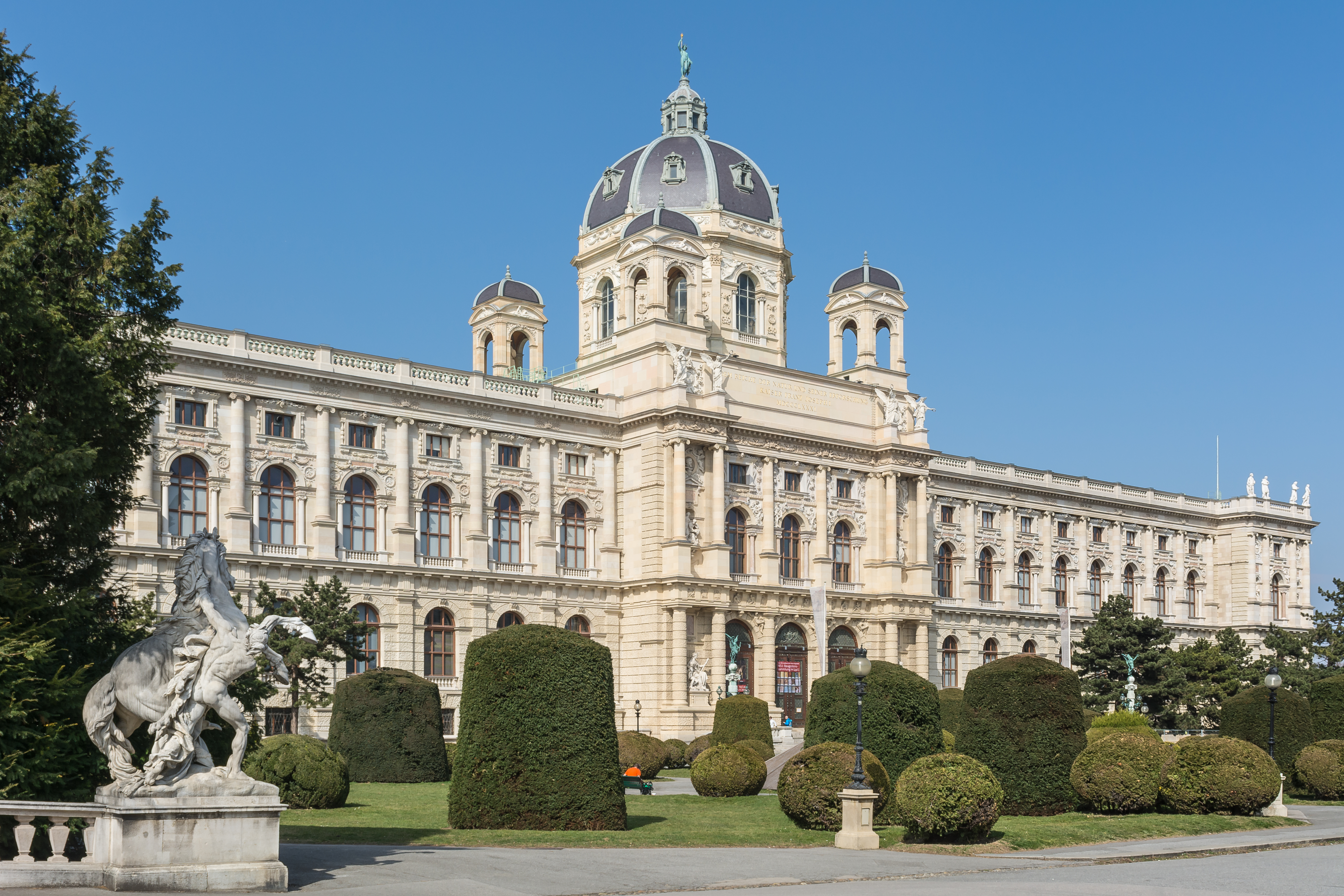
Музей природознавства
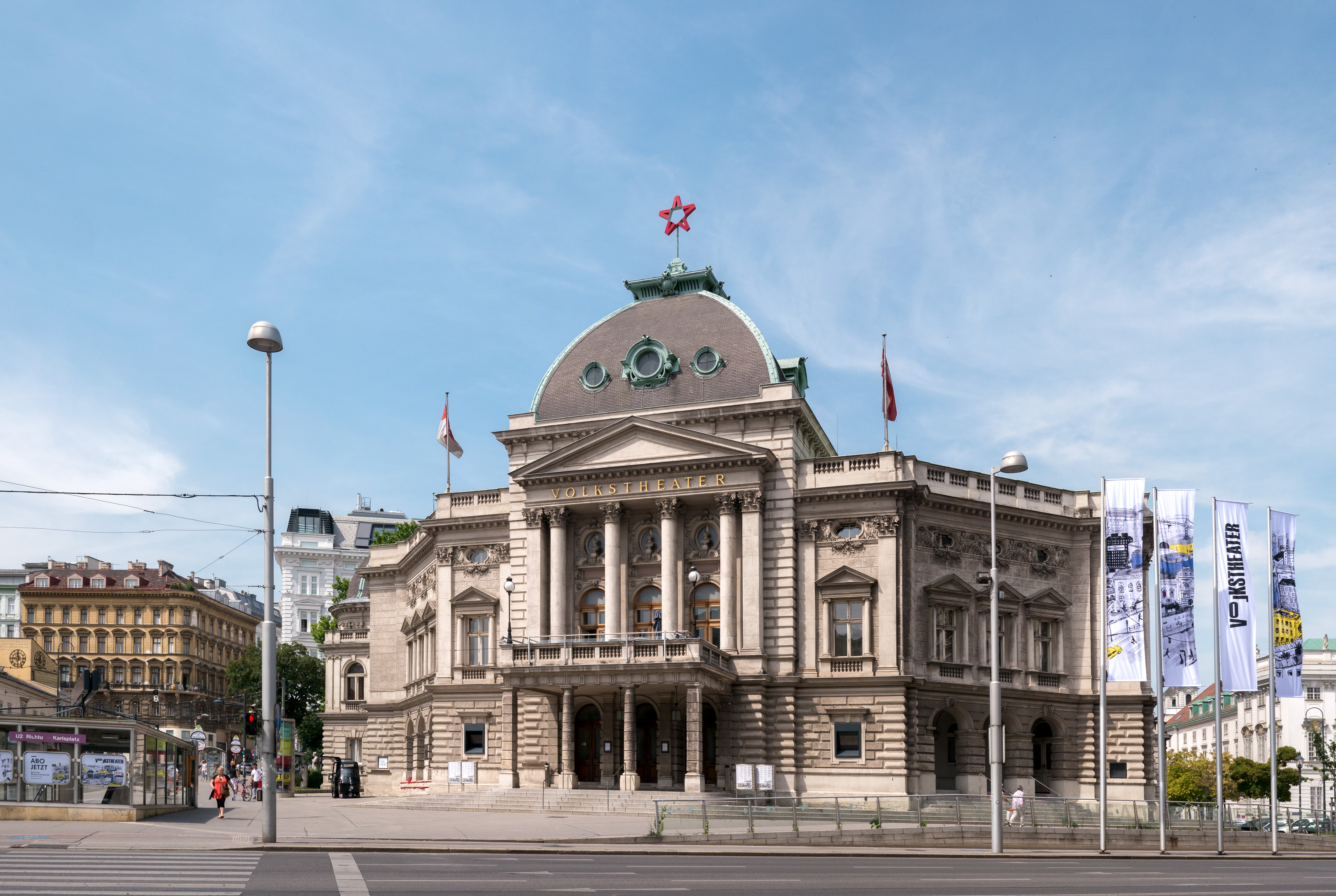
Фолькстеатр
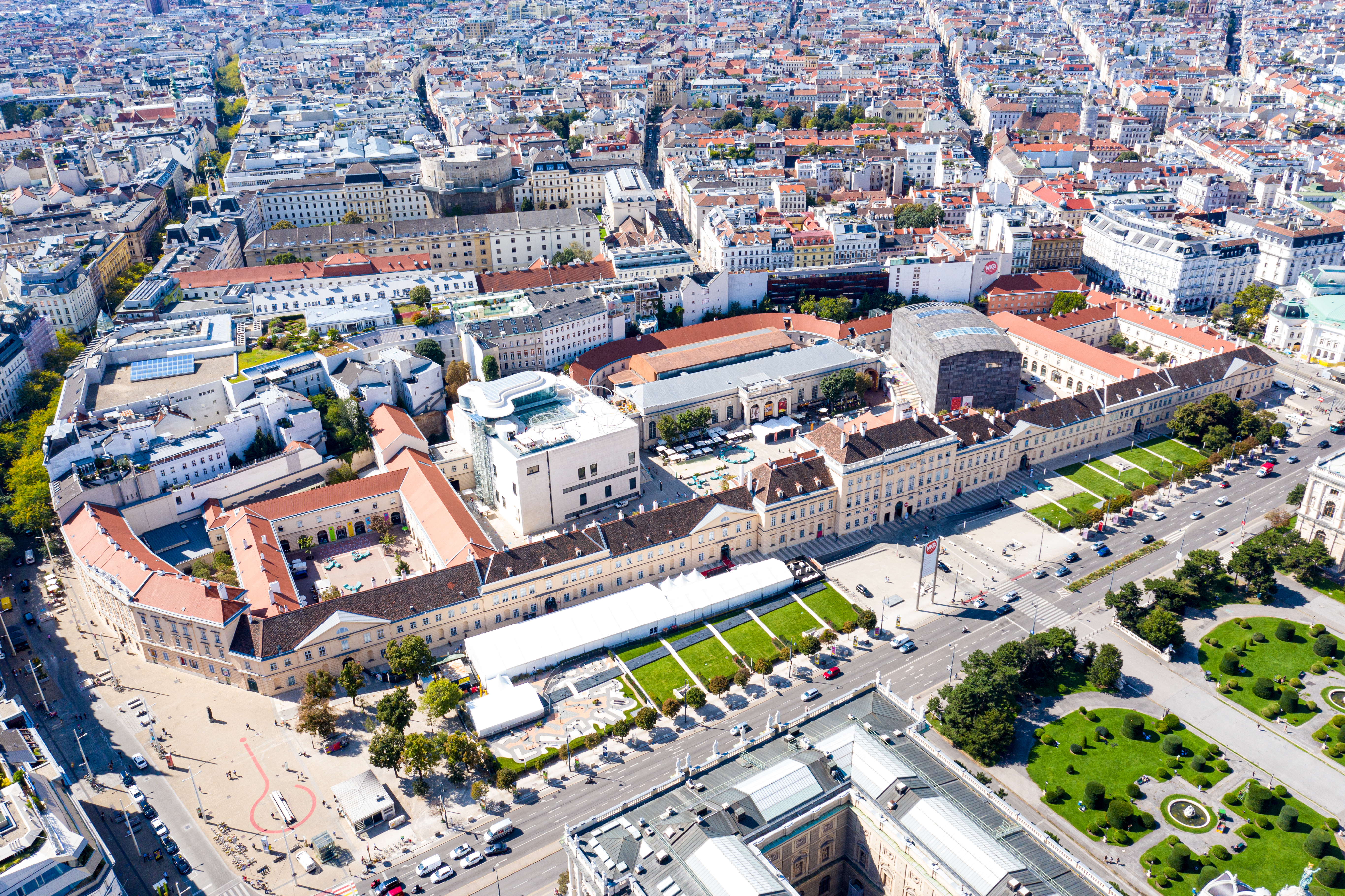
Музейний квартал
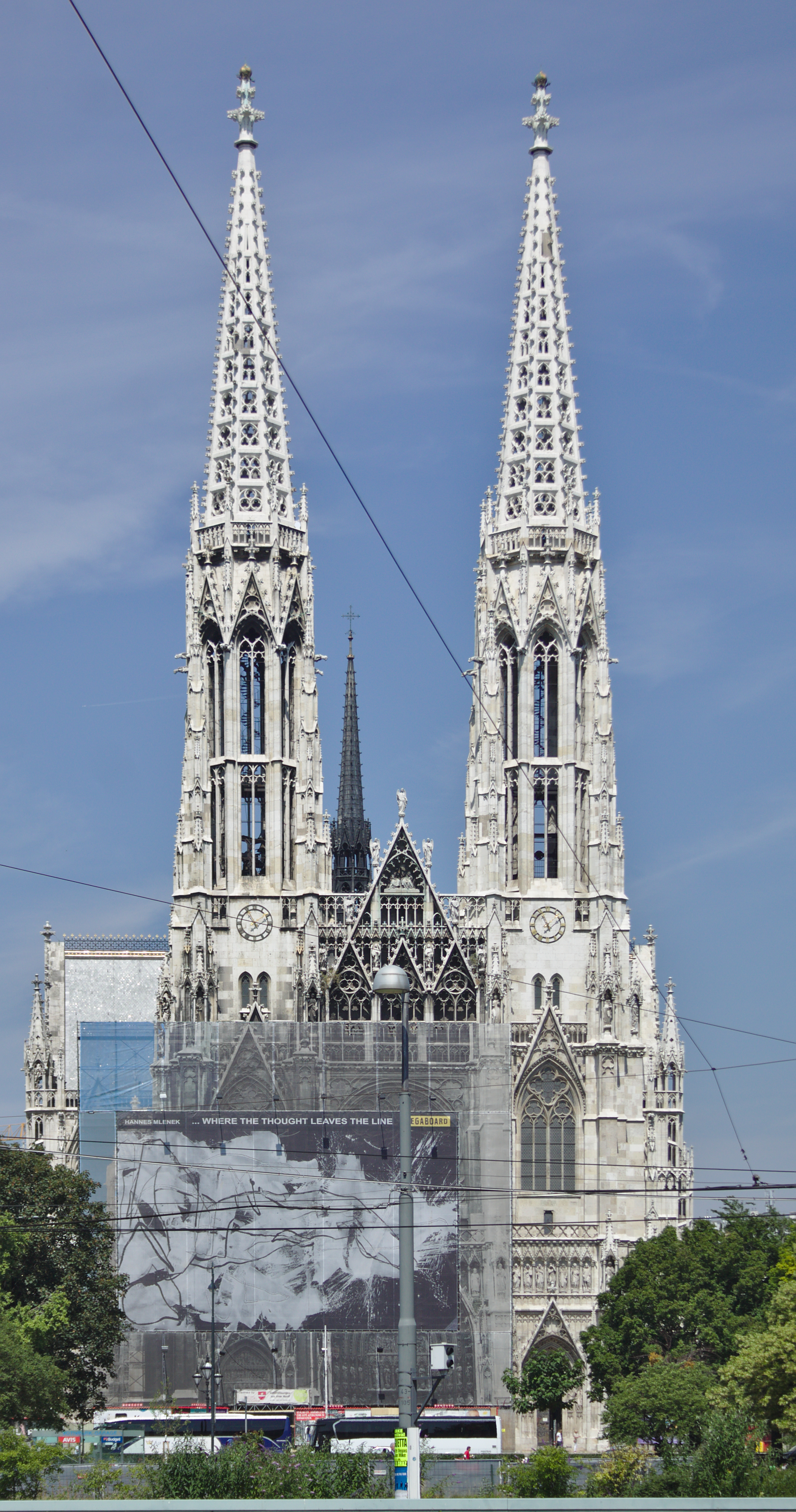
Вотівкірхе

### Зовнішня зона
Основна зона об'єкту Світової спадщини оточена зовнішньою зоною. Вона займає площу 462 гектарів і включає близько 2950 об'єктів. У муніципальних районах Альзергрунд, Бригіттенау, Іннере Штадт, Ландштрассе та Леопольдштадт, обидва береги Дунайського каналу між Фріденсбрюкке на півночі та Ульріхгассе є частиною зовнішньої зони. На Альзергрунді частини району Россау та схід району Альсерворштадт також належать до зовнішньої зони. Те саме стосується більшої території на захід від Landstraße. 4-й Муніципальний район Відня включає значну частину території району, тоді як у 5-му Муніципальному районі Маргаретен — це лише вузька смуга, по якій річка Відень зараховується до зовнішньої зони. 6-й Муніципальний район Маріагільф включає східні частини району Лаймгрубе та Віндмюле, а також східну частину району Маріагільф. Є також ділянки на сході 7-го Муніципального району Нойбау та 8-го району Йозефштадт.

Об'єкти зовнішньої зони
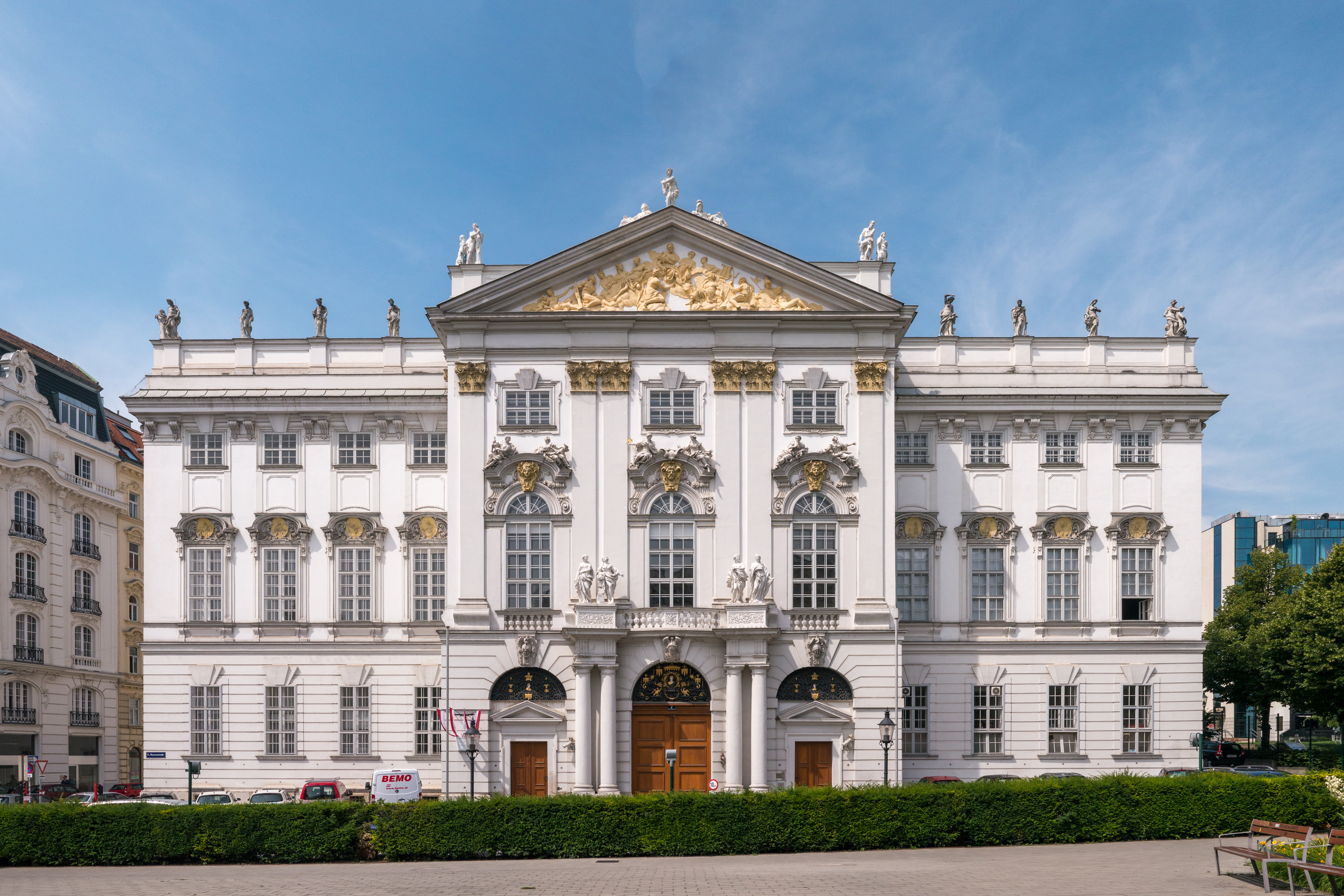
Траутсонський палац
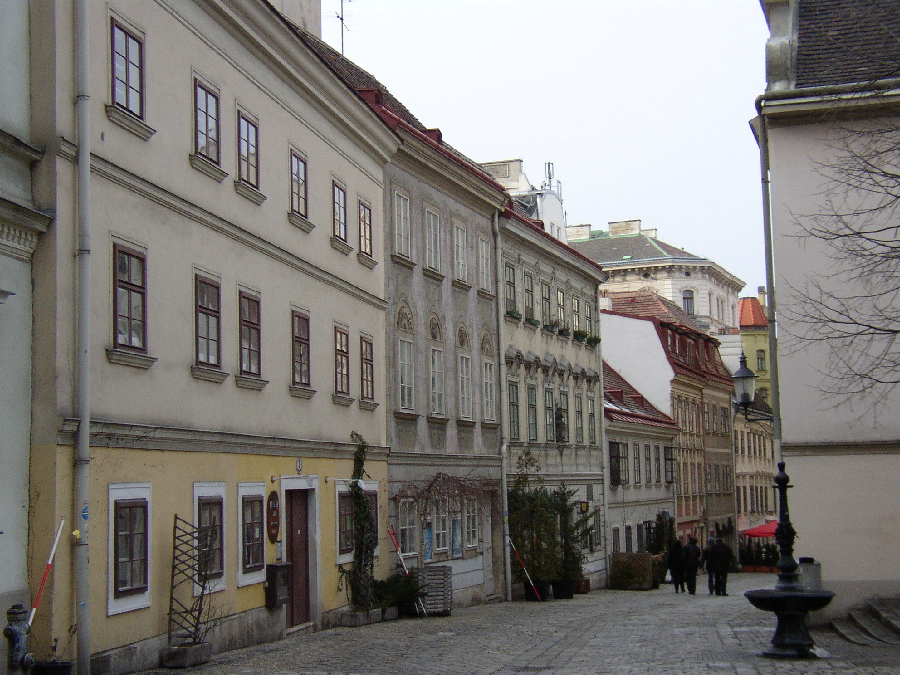
Шпіттельберг
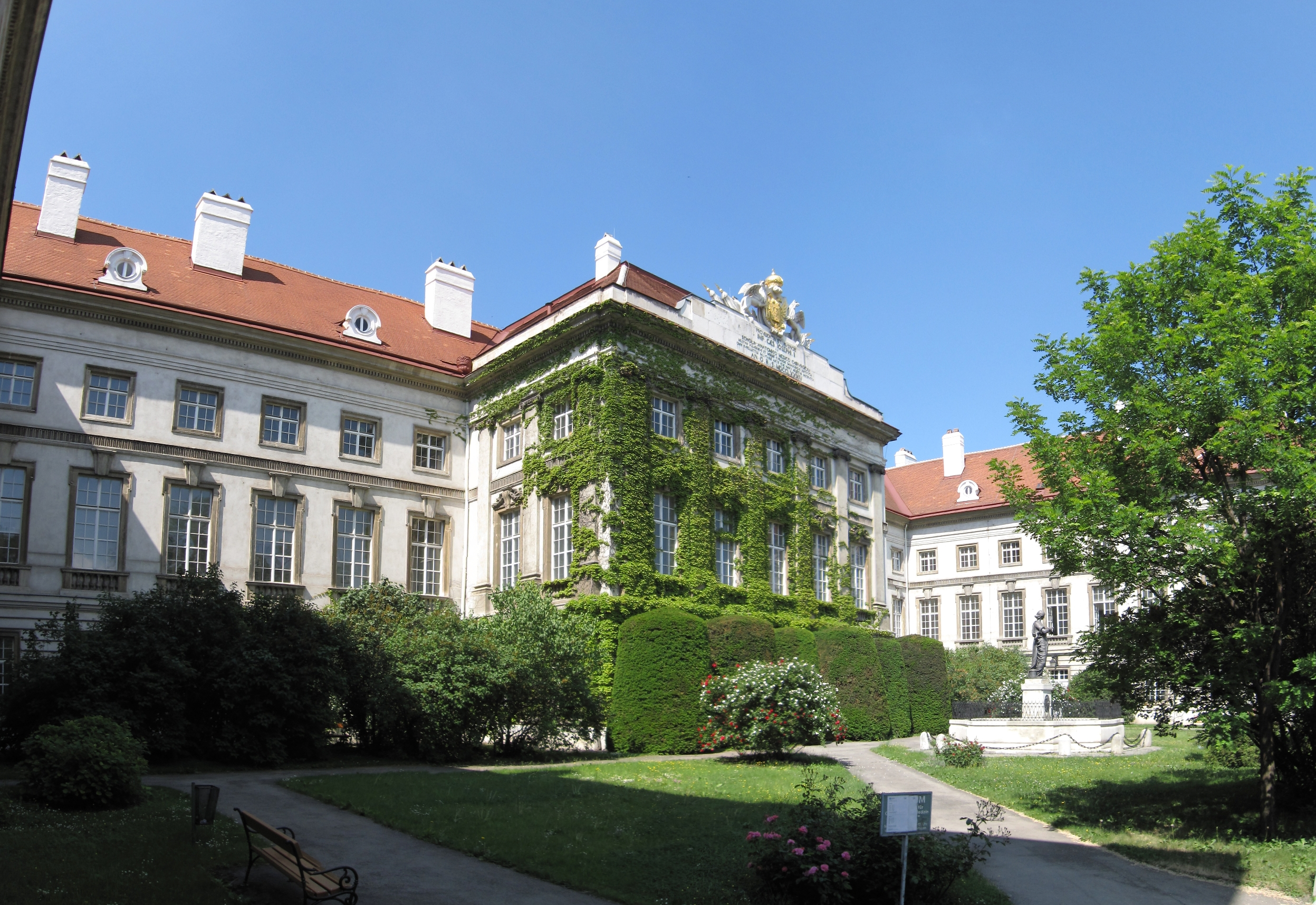
Йосипівська військова хірургічна академія
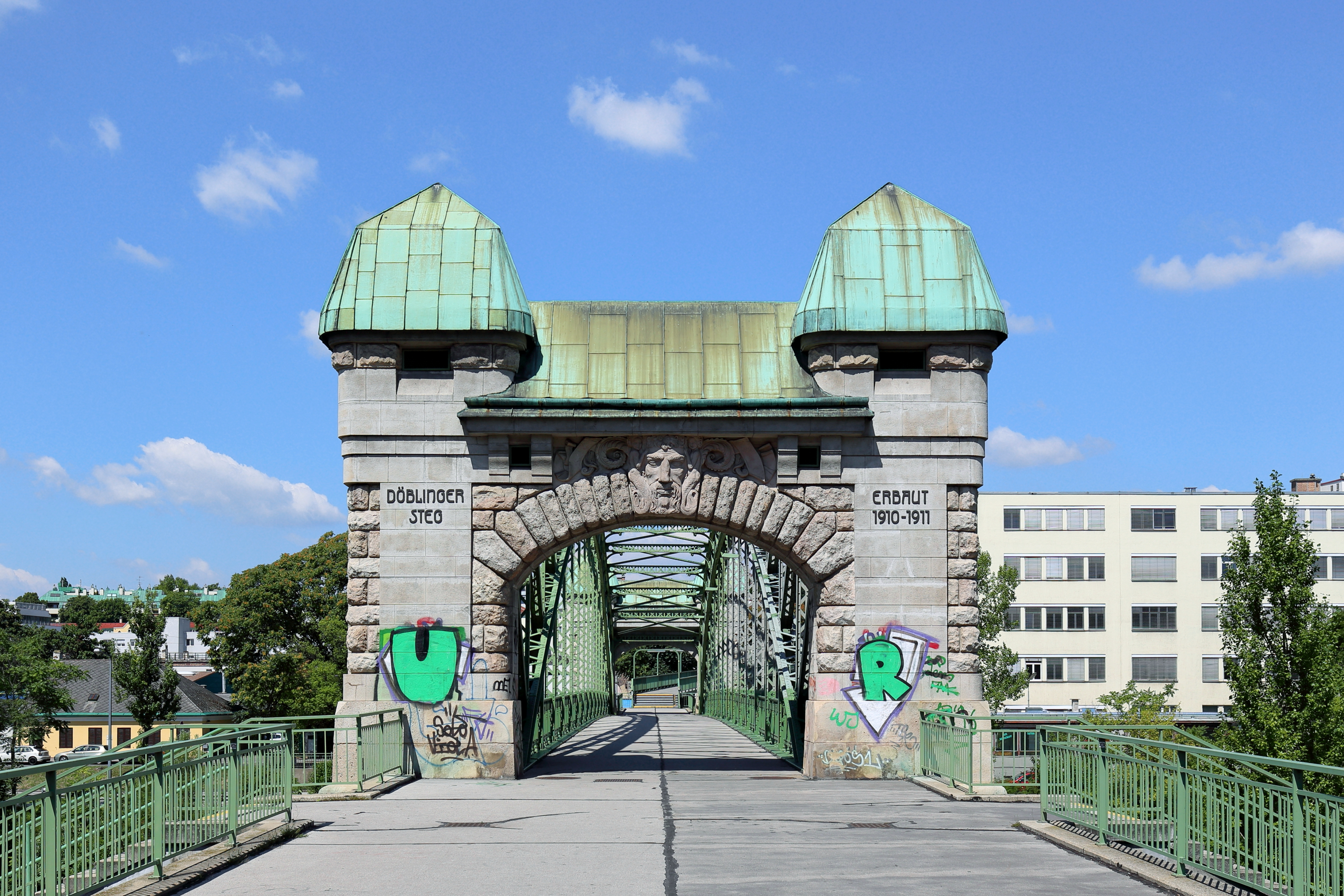
Дунайський канал
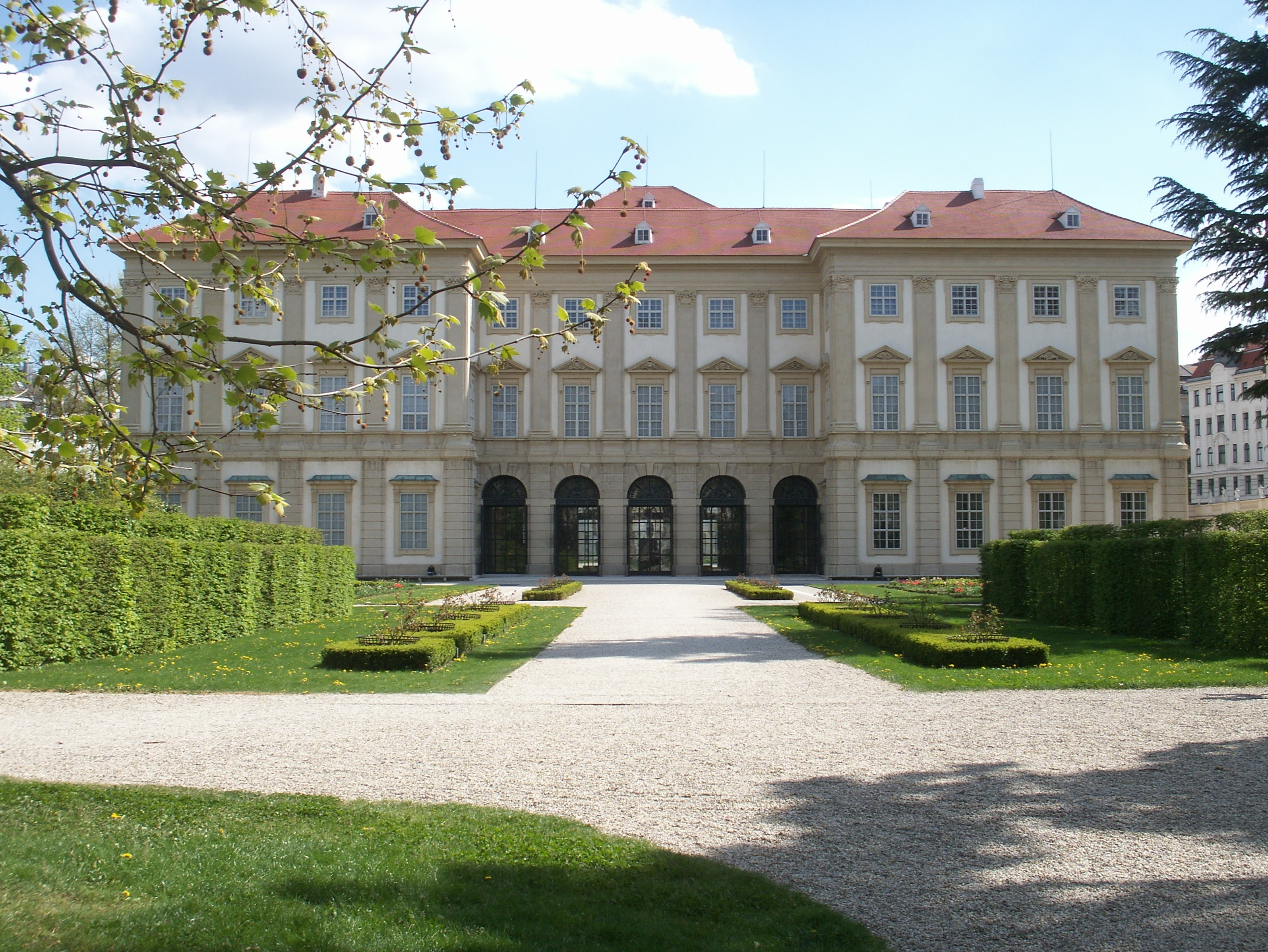
Палац Ліхтенштейн
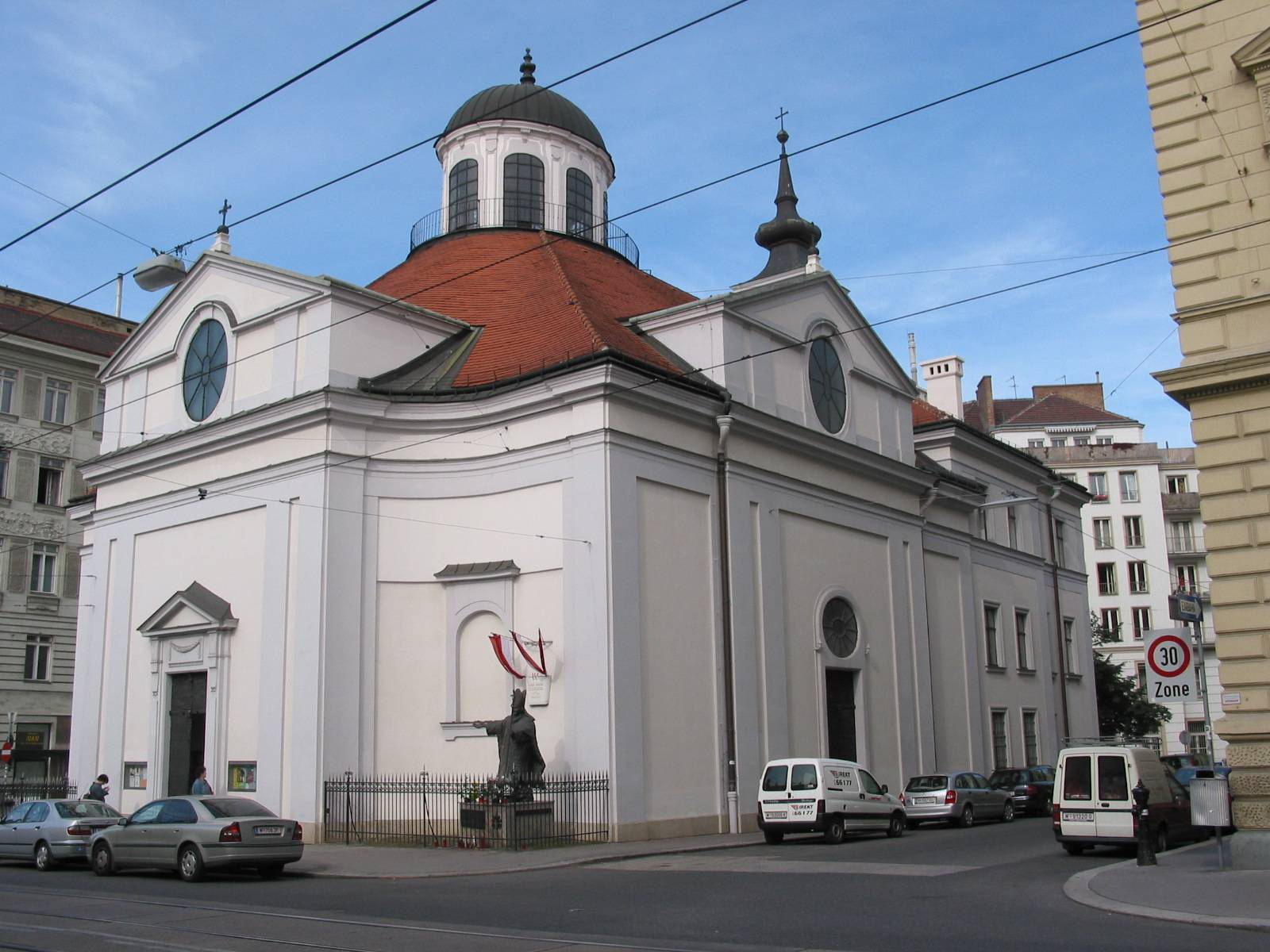
Гвардійська церква

## Опис

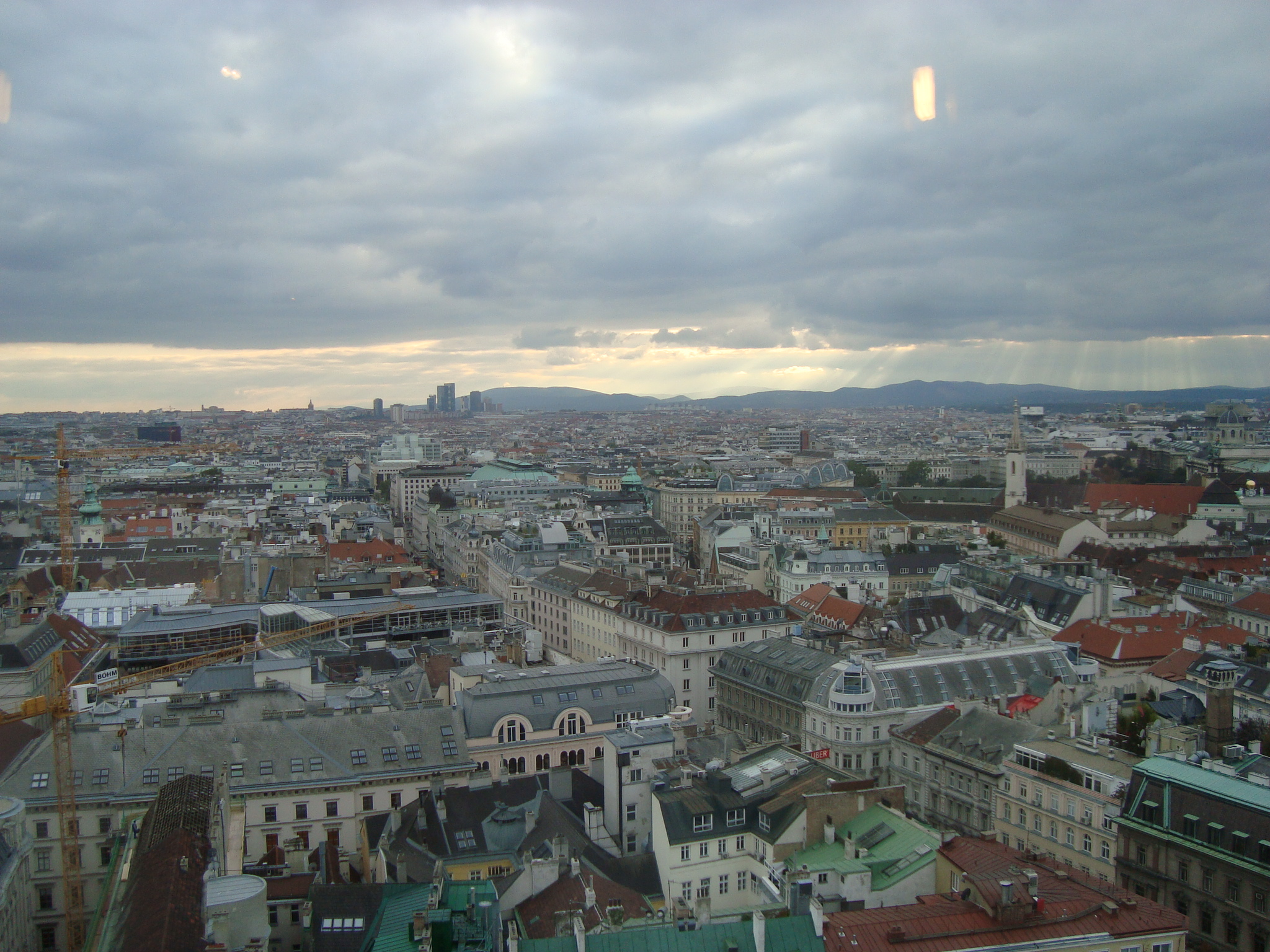
Вид із собору Святого Стефана в напрямку Кернтнерштрассе

Міжнародна рада з охорони пам'яток та історичних місць у своїй рекомендації щодо включення історичного центру Відня до Списку Світової спадщини виділила три аспекти:
- З точки зору містобудування та архітектури, історичний центр Відня є видатним свідченням постійного обміну цінностями у другому тисячолітті.
- Середньовіччя, бароко та епоха ґрюндерства як ключові епохи культурного та політичного розвитку Європи відображені в архітектурі надзвичайним чином.
- Відень із XVI століття відомий як європейська столиця музики.[4]

## Історія як об'єкт Світової спадщини
Історичний центр Відня хронологічно був сьомим із дев'яти об'єктів Світової спадщини ЮНЕСКО в Австрії. 13 грудня 2001 року разом із ландшафтами Ферте/Нойзідлер-Зеє було включено до Списку Світової спадщини.
Комітет Світової спадщини ЮНЕСКО неодноразово виступав проти запланованого будівництва висотної будівлі на станції Wien Mitte, яка загрожувала спотворити візуальну цілісність історичного міста. Врешті-решт будівля не була побудована. У 2008 році Комітету Світової спадщини вдалося зменшити висоту запланованої будівлі на Центральному вокзалі Відня, оскільки її було б видно з палацового парку Бельведер. 6 липня 2017 року комітет вніс історичний центр до Переліку об'єктів Світової спадщини ЮНЕСКО, що перебувають у небезпеці. Вирішальним фактором став проєкт багатоповерхівки на Heumarkt, рішення про який міська рада ухвалила місяць потому. Після представлення щорічного звіту Австрії про стан виконання специфікацій Комітету Світової спадщини (Звіт про бажаний стан збереження), 2019 року ЮНЕСКО вирішила, дотримуючись рекомендації Міжнародної ради з охорони пам'яток та історичних місць, що Об'єкт Світової спадщини має залишитися в Червоному списку. Статус Світової спадщини не було скасовано, але натомість Австрія отримала дворічний мораторій на розробку заходів щодо охорони Світової спадщини.